# Tayler Reid
Tayler Reid (Gisborne, 2 de octubre de 1996) es un deportista neozelandés que compite en triatlón.
Ganó dos medallas en el Campeonato Mundial de Triatlón por Relevos Mixtos, en los años 2023 y 2024, y seis medallas en el Campeonato de Oceanía de Triatlón entre los años 2014 y 2024.

## Palmarés internacional
| Campeonato Mundial por Relevos Mixtos | Campeonato Mundial por Relevos Mixtos | Campeonato Mundial por Relevos Mixtos | Campeonato Mundial por Relevos Mixtos |
| Año                                   | Lugar                                 | Medalla                               | Prueba                                |
| ------------------------------------- | ------------------------------------- | ------------------------------------- | ------------------------------------- |
| 2023                                  | Hamburgo (Alemania)                   | Medalla de plata                      | Relevo mixto                          |
| 2024                                  | Hamburgo (Alemania)                   | Medalla de bronce                     | Relevo mixto                          |
| Campeonato de Oceanía                 |                                       |                                       |                                       |
| Año                                   | Lugar                                 | Medalla                               | Prueba                                |
| 2014                                  | Kinloch (Nueva Zelanda)               | Medalla de oro                        | Relevo mixto                          |
| 2017                                  | Devonport (Australia)                 | Medalla de bronce                     | Individual                            |
| 2018                                  | Glenelg (Australia)                   | Medalla de oro                        | Relevo mixto                          |
| 2019                                  | Devonport (Australia)                 | Medalla de oro                        | Relevo mixto                          |
| 2021                                  | Port Douglas (Australia)              | Medalla de bronce                     | Individual                            |
| 2024                                  | Taupo (Nueva Zelanda)                 | Medalla de plata                      | Individual                            |